# Corrientes-fok (Mexikó)
A Csendes-óceánba nyúló Corrientes-fok (spanyolul Cabo Corrientes) a mexikói Jalisco állam legnyugatabbi pontja.

## Leírása
A Banderas-öböl déli határpontját is jelentő fok közigazgatásilag Cabo Corrientes községhez tartozik, a legközelebbi településből, az innen mintegy 2300 méterrel keletre fekvő Los Corralesből közelíthető meg egy kanyargós úton. A fokon 1901–1902-ben egy világítótornyot építettek fel, amiről azt beszélték, hogy fénye az öböl északi partjáig is elért, ahol a Punta de Mita-i halászok éjszaka ennél a fénynél tudtak dolgozni.
A helyszín évi középhőmérséklete 26 °C, a csapadék mennyisége 800 mm körüli. Környékét erdő borítja.